# KFC Yum! Center
De KFC Yum! Center is een multifunctionele sportarena in het centrum van Louisville in de Amerikaanse staat Kentucky. Het complex is vernoemd naar de restaurantketen KFC en Yum! Brands, het moederbedrijf van KFC. Grenzend aan de waterkant van de rivier de Ohio, bevindt het zich op de Main Street en is het geopend op 10 oktober 2010. De arena maakt deel uit van een project van $ 450 miljoen met zo'n 975 parkeerplaatsen.
Met 22.090 zitplaatsen voor basketbal(wedstrijden) is het de op een na grootste universiteitsarena qua zitplaatsen in de staat van Kentucky, na de Rupp Arena van de Universiteit van Kentucky.